# Aleksiej Milrud
Aleksiej Michajłowicz Milrud, ros. Алексей Михайлович Мильруд (ur. 1916, zm. 5 marca 2006 r. w Monachium) – rosyjski emigracyjny dziennikarz i publicysta, współpracownik organizacji propagandowej Vineta podczas II wojny światowej, współpracownik amerykańskich służb wywiadowczych w okresie powojennym.

## Życiorys
Po rewolucji październikowej 1917 r. jego rodzice przedostali się z Rosji do Rumunii. Stamtąd A. M. Milrud przybył do Rygi, gdzie ukończył gimnazjum niemieckie. Następnie zajął się dziennikarstwem. Pisał pod pseudonimem "Aleksiej Rud" artykuły do emigracyjnych gazet rosyjskich, np. "Сегодня", a także gazet łotewskich. Podczas okupacji niemieckiej Łotwy pracował początkowo dla oddziału propagandowego niemieckiej Grupy Armii "Północ". Objął funkcję redaktora technicznego w redakcji gazety "Правда", którą, będąc fałszywą kopią sowieckiego dziennika, przerzucano na drugą stronę frontu. Następnie pracował w redakcji kolaboracyjnego pisma "Новый Путь" (przez krótki okres był nawet redaktorem naczelnym), a potem "За Родину" i "Русский Вестник". Wydał też kilka numerów czasopisma literackiego "Для всех". W 1944 r. w Tallinnie został na krótko zastępcą redaktora naczelnego pisma "Северное Слово". Z powodu ofensywy Armii Czerwonej ewakuował się do Berlina, gdzie został współpracownikiem organizacji propagandowej Vineta. Skierowano go do szkoły propagandystów ROA w Dabendorfie. Stamtąd trafił do redakcji organu prasowego Komitetu Wyzwolenia Narodów Rosji (KONR) "Воля народа". Na pocz. 1945 r. uczestniczył jeszcze w wydaniu kilku ostatnich numerów pisma "Заря". W poł. kwietnia tego roku wyjechał do Marienbadu, który zajęły wojska amerykańskie. Po zakończeniu wojny zamieszkał w zachodnich Niemczech. Był współpracownikiem amerykańskich służb wywiadowczych pod pseudonimem "kapitan Thompson". Współtworzył Centralną Unię Emigrantów Politycznych z ZSRR. Jednocześnie wydawał w Monachium czasopismo "Сатирикон", a po jego zamknięciu pisma "Свобода" i "Der Anti-Kommunist". Prowadził audycje radiowe w Radiu "Wolna Europa".